# Base Aérea de Tres Esquinas
La Base Aérea de Tres Esquinas (IATA: TQS, OACI: SKTQ), conocida también con el nombre de Base Aérea Capitán Ernesto Esguerra Cubides, es un aeropuerto de carácter militar operado por la Fuerza Aérea Colombiana asignado al Comando Aéreo de Combate No. 6 o CACOM 6. Se encuentra ubicado a 2 km del casco urbano del municipio de Solano (Caquetá), muy cerca de la confluencia de los ríos Orteguaza y Caquetá. Inició operaciones en el año 1934.

## Localización
La base aérea cuenta con una elevación de 178 m (585 pies) sobre el nivel medio del mar. Tiene una pista de aterrizaje de 1896 m (6220 pies) con orientación 07/25 cuya superficie está pavimentada en concreto.